# Spirale à centres multiples

spirale à deux centres

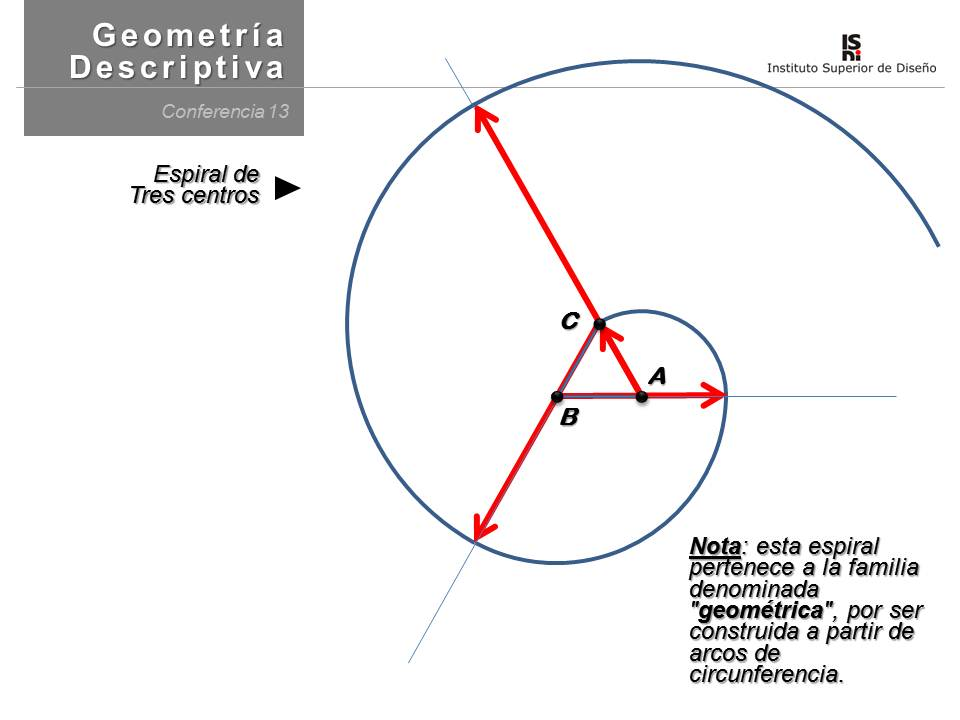
spirale à trois centres

Une spirale à centres multiples est une spirale composée d'arcs de cercle qui se connectent tangentiellement.
Plus simples à tracer que par exemple la spirale d'Archimède elles sont fréquemment utilisées en architecture.
L'éloignement progressif d'une spirale dépend du nombre des centres qui ont servi à la former. Il y a des spirales :
- à 2 centres qui sont situés sur une même ligne,
- à 3 centres qui sont situés aux trois sommets d'un triangle équilatéral,
- à 4 centres qui sont situés aux quatre sommets des angles d'un carré.

En fait on peut construire des spirales avec autant de centres que l'on veut en se servant de polygones réguliers, pentagone hexagone... Plus les côtés sont nombreux et plus on tend vers une développante du cercle.

## Usage

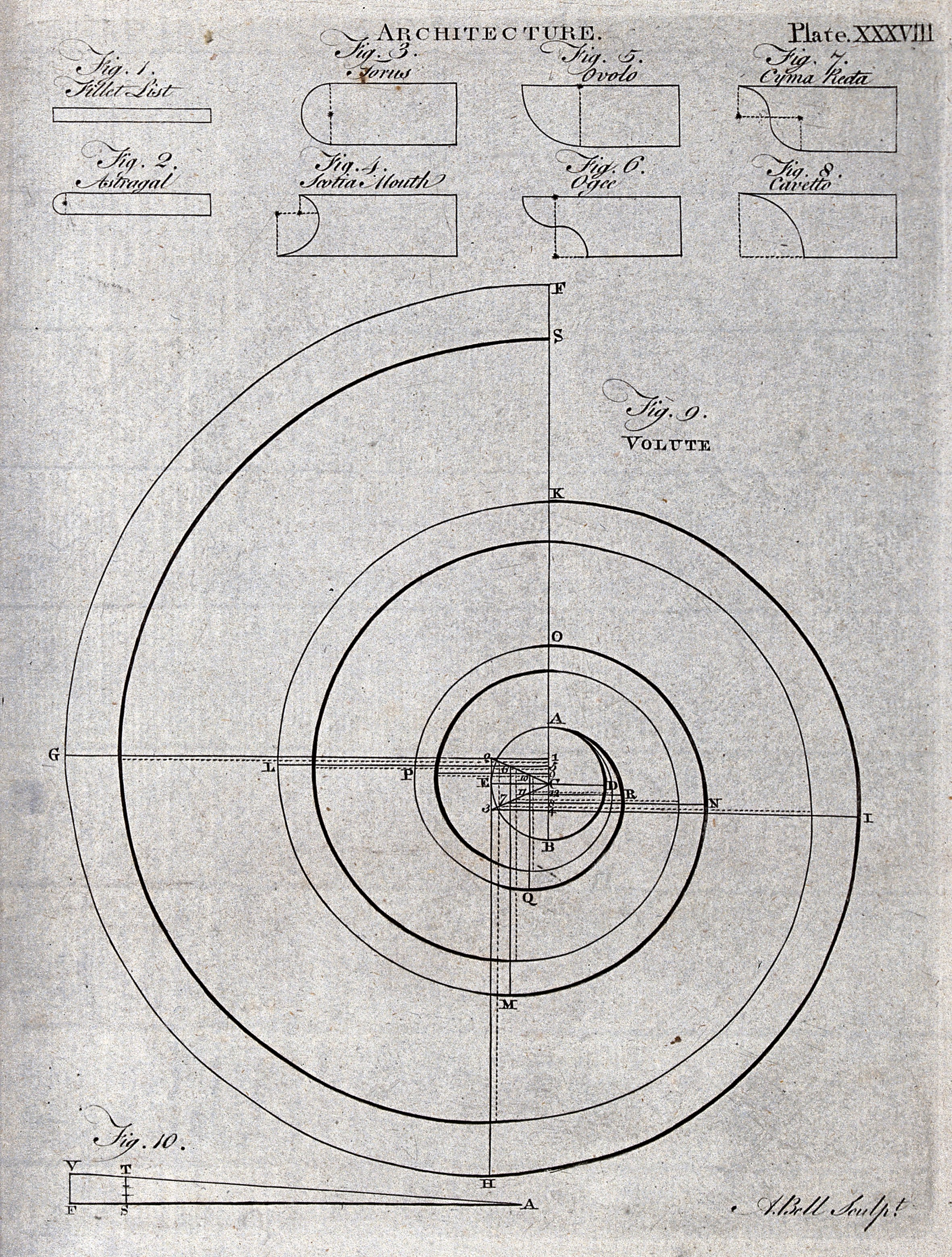
volute ionique

Dans un cyclotron, les particules sont accélérées dans une spirale à deux centres.
La volute ionique est une spirale à 4 centres.

## Construction d'une spirale à deux centres sur une feuille de papier
Avec un compas et une règle :
1. Tracer une droite qui partage la feuille en deux parties égales.
2. Placer deux points A1 et A2 sur la droite aux environs du centre de la feuille. La distance entre le point A1 et le point A2 paramètre la concentration de la courbe. Plus cette distance est courte, plus la spirale sera concentrée.
3. Piquer le compas sur le point A1. L'écarter de la distance A1A2.
4. Tracer le demi-cercle d'origine A2. Noter A3 le point issu de l'intersection entre le demi-cercle et notre droite.
5. Piquer le compas sur le point A2. L'écarter de la distance A2A3.
6. Tracer le demi-cercle d'origine A3. Noter A4 le point issu de l'intersection entre le demi-cercle et notre droite.
7. Piquer le compas sur le point A3. L'écarter de la distance A3A4.
8. Tracer le demi-cercle d'origine A4. Noter A5 le point issu de l'intersection entre le demi-cercle et notre droite.
9. etc.

Le résultat est une spirale construite à partir de demi-cercles dont le rayon augmente de la distance A1A2 à chaque fois.
Plusieurs variantes sont possibles et combinables :
- le rayon de chaque demi-cercle n'est pas augmenté d'une valeur constante, mais double ;
- tracer des quarts de cercles au lieu de demi-cercles (nécessite deux droites perpendiculaires). Ou des tiers de cercles, avec un triangle équilatéral qui détermine trois demi-droites.